# 亚山镇
亚山镇為中国广西博白县下辖的一个镇。位於縣城以南10公里，有博沙二级公路通過。該镇面积131平方公里，辖14个村委会，568个村民小组，总人口6萬4千多人。該鎮有造板、製紙、松脂、製糖等工業。

## 行政区划
亚山镇下辖以下地区：
四和村、潭岸村、四维村、互卫村、大禾村、温罗村、民付村、新民村、清湖村、蒙村、白花村、和平村、田旺村和民新村。